# Igreja de Santa Maria Madalena (Entradas)
A Igreja de Santa Maria Madalena, igualmente categorizada como uma capela ou ermida, foi um edifício religioso na vila de Entradas, no Município de Castro Verde, em Portugal.

## Descrição e história
A igreja de Santa Maria Madalena foi totalmente destruída, embora ainda sobrevivam algumas referências à sua existência, em documentos quinhentistas e setecentistas. Porém, estas fontes não indicam ao certo onde se situava o edifício, mas provavelmente estaria ao longo da moderna Rua de Santa Madalena, no centro de Entradas. Em 1510 foi descrita como sendo formada pelo corpo da igreja, uma capela e um adro, com a nave em pedra e barro, e cobertura em telha vã. O altar era igualmente em pedra e barro, e possuía uma imagem de Santa Maria Madalena. Segundo as Visitações de 1566, o adro era de grandes dimensões e possuía muitas cabeceiras, o que podia ser uma indicação da presença de enterramentos humanos nas suas imediações.
De acordo com os registos das Visitações da Ordem de Santiago, o imóvel teria sido construído pelos habitantes, e tinha originalmente a categoria de ermida ou capela. Em 1510 já tinha ascendido à categoria de igreja, funcionando como a matriz da vila, estando nessa altura em más condições de conservação. Segundo a Visitação de 1566 o edifício foi alvo de trabalhos de restauro, embora tivesse perdido a categoria de matriz. A igreja principal de Entradas passou a ser a da Misericórdia, que por sua vez perdeu esta categoria na segunda metade do século XVIII, com a construção da Igreja de Santiago Maior. Nas Memórias Paroquiais de 1758 a igreja é classificada como uma estrutura caída, cuja gestão era feita pela câmara. Desta forma, o edifício terá ruído devido ao abandono a que foi sujeita, tendo os seus vestígios desaparecido com a evolução urbana do centro da vila.